# Okresní soud Plzeň-město
Okresní soud Plzeň-město je okresní soud s působností pouze pro území statutárního města Plzně, zbylé obce okresu Plzeň-město jsou v působnosti okresních soudů Plzeň-jih a Plzeň-sever. Rozhoduje jako soud prvního stupně ve všech trestních a civilních věcech, s výjimkou specializovaných agend (nejzávažnější trestné činy, insolvenční řízení, spory ve věcech obchodních korporací, hospodářské soutěže, duševního vlastnictví apod.), které jsou, stejně jako správní soudnictví, svěřeny krajskému soudu.

## Historie
Okresní soud Plzeň-město vznikl až v souvislosti s reformou krajů a okresů v roce 1960. Do té doby v Plzni působil jen jeden Okresní soud v Plzni, jehož působnost se kromě města Plzně vztahovala také na okolní obce. Ovšem pouze na několik nejbližších, protože na území tehdy zřízených okresů Plzeň-jih a Plzeň-sever předtím působily také další samostatné okresní soudy (v Blovicích, Dobřanech, Nepomuku, Přešticích, Stodu, Kralovicích, Manětíně a Městě Touškově). Vzhledem k tomu, že vymezení soudních obvodů nebylo přizpůsobeno reformě okresů k 1. lednu 2007, je stále fakticky městským soudem.

## Budova
Od roku 2001 se soud nachází v třípodlažní novorenesanční budově s vysokými kupolovitými střechami zvané „Nad Hamburkem“ na Nádražní ulici, předtím sídlil v budově krajského soudu v Sedláčkově ulici. Budova o půdorysu písmene H byla postavena roku 1887 a od roku je 1992 chráněna jako nemovitá kulturní památka. Původně šlo o obecnou a měšťanskou školu. Při bombardování Plzně 20. prosince 1944 byla budova zasažena a značně poškozena v jihozápadním křídle. V letech 1958–1997 zde sídlila plzeňská hvězdárna, která měla v bývalé kapli ve spojovacím příčném křídlu umístěno planetárium. Po rekonstrukci je z ní jednací síň s 80 místy pro veřejnost.